# Arviat (circonscription)
Circonscription électorale territoriale du Canada
Arviat est une circonscription électorale territoriale canadienne de l'Assemblée législative du Nunavut.
La circonscription correspond à la communauté d'Arviat. 
Tous les candidats sont indépendants étant donné qu'il n'y a aucun parti politique à l'Assemblée législative du Nunavut.

## Résultats des élections
| Élections générales du Nunavut de 1999 |                            |      |         |
|                                        | Nom                        | Vote | %       |
|                                        | Kevin O'Brien              | 474  | 62,53 % |
|                                        | Kono Tattuinee             | 284  | 37,47 % |
| Total des bulletins valies             | Total des bulletins valies | 758  | 100%    |

| Élections générales du Nunavut de 2004 |                             |      |         |
|                                        | Nom                         | Vote | %       |
|                                        | David Alagalak              | 282  | 36,53 % |
|                                        | Peter Alareak               | 216  | 27,98 % |
|                                        | Kono Tattuinee              | 113  | 14,64 % |
|                                        | Kevin O'Brien               | 86   | 11,14 % |
|                                        | Peter Two Aulatjut          | 61   | 7,90 %  |
|                                        | Jay Saint                   | 14   | 1,81 %  |
| Total des bulletins valides            | Total des bulletins valides | 772  | 100%    |

| Élections générales du Nunavut de 2008 |                     |      |        |
|                                        | Nom                 | Vote | %      |
|                                        | Daniel Shewchuk     | 310  | 48,4 % |
|                                        | Sheila Napayok      | 169  | 26,4 % |
|                                        | Peter Kritaqliluk   | 162  | 25,3 % |
| Total Valid Ballots                    | Total Valid Ballots | 641  | 100%   |

## Annexe